# Santa Cruz de Coya

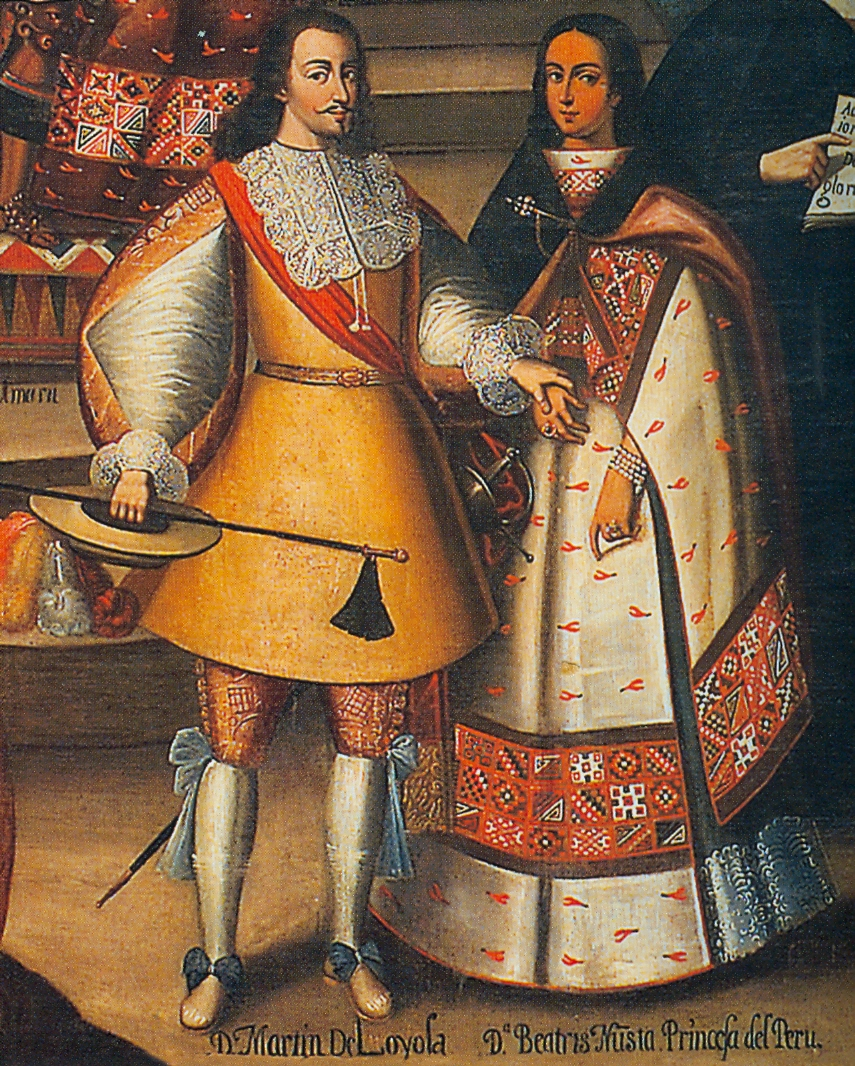
Martín García de Loyola y su esposa, la princesa inca Beatriz Clara Coya.

Santa Cruz de Coya (37°17′10.09″S 72°50′04.39″O / -37.2861361, -72.8345528) fue una ciudad establecida por el gobernador de Chile Martín García Óñez de Loyola en el sitio del fuerte de Santa Cruz de Ónez, en 1595. Fue nombrado por su esposa Beatriz Clara Coya, miembro de la casa real inca. Los mapuches llamaron a la ciudad Millacoya, lo que significa princesa de oro (mapudungún Milla= oro y quechua coya =princesa).

## Descripción
La ciudad estaba cerca de la confluencia de los ríos Bio-Bio y Laja , en la margen derecha del tramo superior del río Rele en Catiray, diez kilómetros al sur del Bio Bio. El sitio estuvo en un lugar elevado, por lo que presentaba el inconveniente de una escasez de agua. Las minas de oro se encuentra a través del Rele en una corriente llamada Millapoa (mapudungún: vientre de oro). Tenía una población que financió tres iglesias, pero no prosperó. Fue abandonada poco después de la derrota española en la Batalla de Curalaba y fue destruida por Pelantaro en febrero de 1599. El gobernador Alonso de Ribera la intentó reconstruir en un mejor sitio en 1601 cerca del Bio Bio y los fuertes de San Rosendo, Chivicura y Jesús de Huenuraquí. Sin embargo, pronto fue abandonado y la nueva ciudad de Monterrey de la Frontera fue fundada por Ribera hacia el este en la boca del Rele en 1605. Destruida en 1617. La villa estaba situado en la actual población chilena de Santa Juana. 